# مانويل نافارو لونا
مانويل نافارو لونا هو صحفي وثوري وشاعر كوبي، ولد في 29 أغسطس 1894 في Jovellanos ‏ في كوبا، وتوفي في 15 يونيو 1966 في هافانا في كوبا.